# نفيس (اسم)

## نفيس
النفيس هو اسم علم مذكر من أصل عربي، ومعناه هو صفة مشبهة، بمعنى الغالي الثمين. المال الكثير وشيءٌ نفسٌ: عظيمُ القيمة يُرغب فيه. جمعة : نفاس

## الأصل اللغوي
نفيس هو اسم علم مذكر من أصل عربي، ومعناه هو صفة مشبهة، بمعنى الغالي الثمين.
- لجمع : نِفاس
- النَّفِيسُ : المالُ الكثير
- وشيءٌ نفسٌ: عظيمُ القيمة يُرغب فيه
- بَذَلَ النَّفْسَ وَالنَّفِيسَ : أَيِ الْمَالَ والْجُهْدَ الْكَثِيرَ
- رَجُلٌ نَفِيسٌ : حَاسِدٌ

## شخصيات تحمل الاسم
- نفيس الكرماني ( – 1449)

## وصلات خارجية
- موسوعة السلطان قابوس لأسماء العرب